# Utovo
Utovo (macedónul: Утово) település Észak-Macedóniában, a Pelagonijai körzet Demir Hiszar-i járásában.

## Népesség
| Lakosok száma | 133  | 131  | 119  | 98   | 130  | 109  | 51   | 35   | 34   |
|               | 1948 | 1953 | 1961 | 1971 | 1981 | 1991 | 1994 | 2002 | 2021 |

- 2002-ben 35 lakosa volt, akik mindannyian macedónok.